# Fernand Léger
Fernand Léger (născut, Jules Fernand Henri Léger) (n. 4 februarie 1881, Argentan, Normandia – d. 17 august 1955, Gif-sur-Yvette) a fost un pictor, grafician și artist decorator francez. A fost printre primii pictori francezi care au expus public lucrări de orientare cubistă, constructivistă și puristă, deși el însuși nu este considerat ca aparținând mișcărilor respective. 
Primele sale opere - cu evidentă inspirație impresionistă, în maniera lui Paul Cézanne - datează din anul 1903, pentru a-și dezvolta cu timpul propriul stil, dinamic și plin de optimism. Fascinat de civilizația industrială, dar și de problematica socială, Leger face dovada timpului în care trăiește într-un stil inovator, plin de expresivitate. Îi place formatul mare și execută tablouri de mari dimensiuni și decorații murale. Aspiră cu consecvență la integrarea artelor plastice în viața de zi cu zi, pe stradă, în oraș, în biserică. Nu a fost un pictor tipic de atelier, ceea ce l-a atras a fost aventura artistică, pentru ca în cele din urmă să atingă independența absolută și reciprocă între forme, culori și spațiu.

## Viață și operă

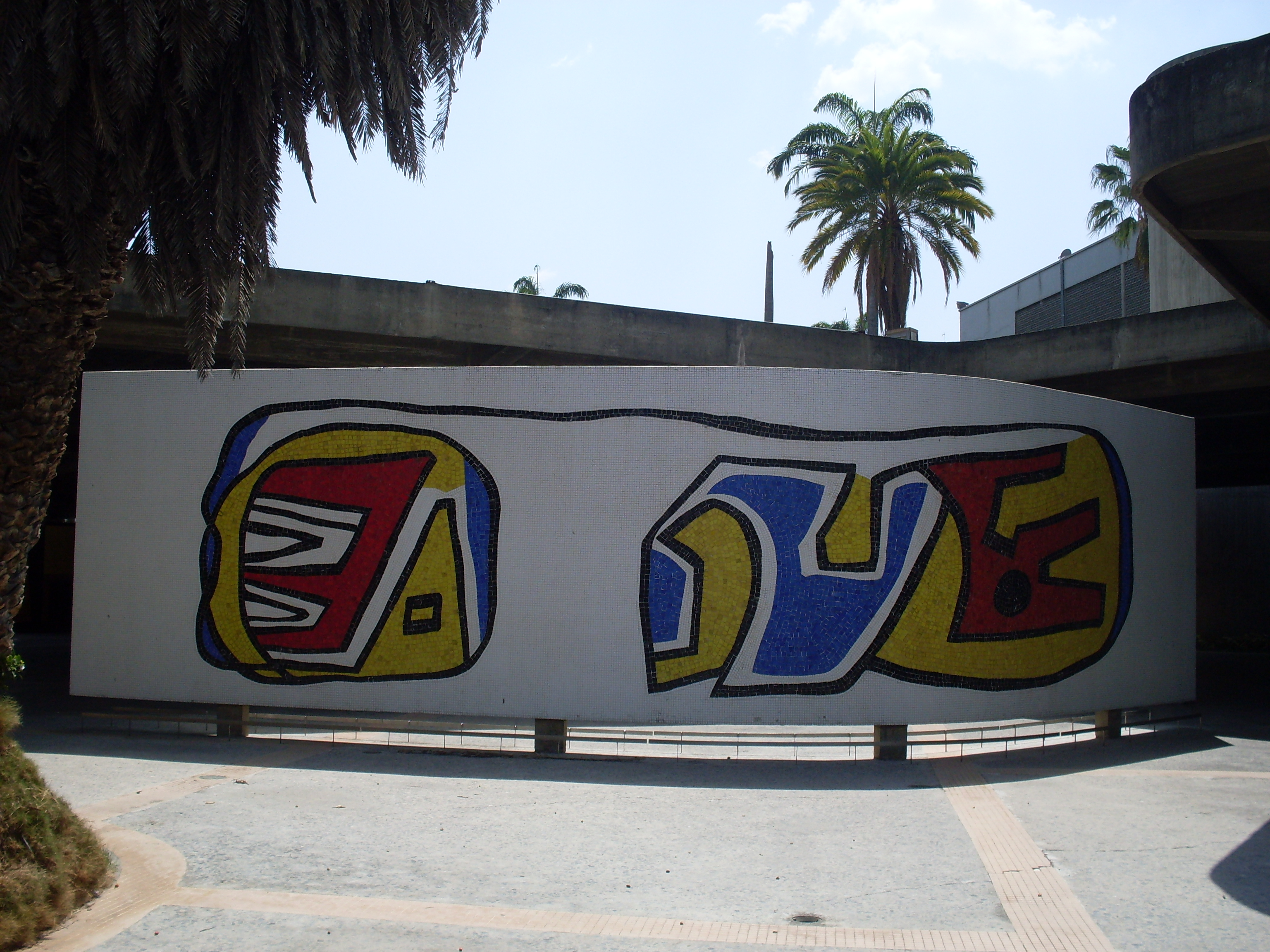
Lucrarea intitulată Bimural – Fernand Léger (1954)

Fernand Léger s-a născut la 4 februarie 1881 în mica localitate Argentan din Normandia, singurul fiu al lui Marie-Adèle Daunou și Henri-Armand Léger, crescător de vite. La vârsta de trei ani rămâne orfan de tată. Își termină studiile la școala parohială din Tinchbray și, începând de la vârsta de 16 ani, lucrează ca desenator în ateliere de arhitectură la Caen (1897-1899) și la Paris (1900-1902). În anul 1902 se înscrie la Școala de Arte Decorative (École des Arts Décoratifs) din Paris; frecventează și cursurile lui Léon Gérôme și Gabriel Ferrier la École des Beaux-Arts, precum și cele de la Academia Julian din Montparnasse sau de la Académie de la Grande Chaumière. Din 1903 lucrează într-un atelier, pe care îl împarte cu André Mare. Se exersează în special în desen, distruge însă toate lucrările produse în acest timp. Au rămas puține opere din această perioadă, ca Jardin de ma mère (1905) sau Gamins au soleil (1907), cu evidente trăsături de sentimentalism, calificate de Apollinaire drept "băi de seară postimpresioniste" (baignades du soir postimpressionistes).
Anul 1907 este marcat de expoziția retrospectivă consacrată lui Cézanne, care exercită o puternică impresie asupra lui Léger. În același an descoperă cubismul lui Picasso și Braque. Léger propune însă un stil personal, chiar dacă se lasă încă inspirat de arta lui Cézanne și de tablourile lui Picasso. 

### "La Ruche"
În 1908, Léger se instalează în "La Ruche" ("Stupul"), o clădire bizară în opt unghiuri, ridicată din materialele rămase de la Expoziția Mondială din anul 1900. Numele i se datora faptului că în interior - în jurul scărilor centrale, ca într-un fagure de miere - se afla un număr de 140 de ateliere. Aici se concentra întraga boemă artistică pariziană. Léger are ocazia să cunoască pe pictorul Marc Chagall, pe sculptorul rus Alexander Archipenko, pe pictorul Robert Delaunay, de care îl va lega o statornică prietenie. În scurtă vreme îi vor deveni vecini și scriitorii Blaise Cendras, Guillaume Apollinaire și Max Jacob. Léger se află încă sub puternica impresie exercitată de Cézanne, fauviști și postimpresioniști, dar își va elabora foarte repede propriul său stil caracterizat de o gamă coloristică monocromatică, stinsă și de un format mare. La Salonul Artiștilor independenți din 1910 prezintă trei tablouri și două desene. O adevărată senzație însă va produce pânza intitulată Nus dans la forêt ("Nuduri în pădure"), expusă la Salonul din 1911, în sala 41, cunoscută sub numele de "Mecca cubismului", care îi va surprinde și pe colegii artistului. Sobrietatea culorilor, geometrizarea de formă cilindrică a imaginilor și activitatea frenetică a figurilor creează o atmosferă simbolică a unei lumi dezumanizate, care anticipează futurismul italian. 
Cubismul lui Léger are un caracter mai mult vizual, decât cel inițial intelectual al lui Picasso și Braque. Volumele geometrice nu mai sunt statice și nedisociabile, ele au un caracter autonom, care creează între ele un antagonism dinamic. 
Doi ani mai târziu, Léger închiriază un atelier pe strada Notre-Dame-des Champs nr. 86, unde va lucra până la sfârșitul vieții. Creația lui înregistrează o evoluție rapidă. Participă la formarea grupului "Section d'Or", alături de Jacques Villon, Frantisek Kupka și Francis Picabia, începe să abordeze teme din actualitate (Le Passage à niveau, 1912) și inițiază ciclul abstract "Contrastele formelor", în care reintroduce policromatismul (La femme en bleu, 1912) și realizează o atmosferă de incantație ca în tablourile lui Delaunay, fapt care îl va determina pe Apollinaire să caracterizeze acest stil cu denumirea de orfism. Totuși, în timp ce la Delaunay predomină supremația culorii, Léger aspiră la "un echilibru între linii, forme și culoare" (Léger). Artistul începe să-și manifeste independența față de orice curent. Continuă să se inspire din cubism în privința suprafețelor geometrice care se suprapun, a fețelor colțuroase și a contururilor negre, dar introduce în compoziție propriile elemente plastice. Contrastele dintre culorile deschise și cele întunecate, liniile drepte și curbe, formele rotunde și dreptunghiulare sugerează rapiditate și dau iluzia mișcării.

### Anii 1914 - 1930
Imediat după izbucnirea primului război mondial, Fernand Léger este mobilizat și repartizat ca genist la detașamentul trupelor tehnice. Gazat cu iperită, la sfârșitul anului 1917 este declarat inapt pentru continuarea serviciului militar. Întors la Paris, artistul își schimbă cu desăvârșire stilul, decizie pe care o explică în felul următor: "Războiul a fost pentru mine un eveniment sublim. Am părăsit Parisul epocii picturii deliberate în care domnea arta abstractă, pentru ca brusc să mă găsesc în mijlocul geniștilor, meseriași care lucrau în lemn și metal. Mi-ar fi trebuit și mai puțin decât atât pentru a uita de formele abstracte din anii 1912-1913". Din anul 1918, de Léger se va ocupa galeristul Léonce Rosenberg, care îi expune cu regularitate lucrările la Galerie de l'Effort Moderne pe care o avea la Paris.
Atras de timpuriu de viața formelor, de prestigiul fizic al obiectelor dintr-o lume tot mai marcată de acumulările tehnologice moderne, traversează o așa zisă "epocă mecanică". Se cristalizează acum vocația sa constructivă, aducând în imagine rețeaua tubulară a utilajelor tehnice, care împrumută curând ceva din geometria lor simplă și pregnantă figurilor omenești. În compoziția Les disques ("Discuri", 1918), Léger păstrează încă tematica abstractă. Experiențele lui estetice continuă să se învârte în jurul contrastelor dintre forme plate și suprafețe cromatice. Creația lui este bogată, plină de expresivitate, abundentă în culori strălucitoare, este o sinteză a viziunii lirice asupra unei lumi dominate de mașini. Treptat, figurile omenești devin tot mai prezente și mai deslușite în tablourile pictate ("Oameni în oraș", 1918). În compoziția Trois femmes ("Trei femei", 1921), cunoscut și cu numele de Le grand petit-déjeuner, figura umană capătă o poziție privilegiată. Contrastul - pilonul esteticii lui - este exprimat într-o mare varietate de opoziții. Formele ondulate ale siluetelor feminine contrastează cu arhitectura geometrică a planului secund, liniile orizontale și verticale se repetă și în pozițiile personajelor.
Pe 2 decembrie 1919, Fernand Léger se căsătorește cu Jeanne Lohy, o tânără cu care mai fusese împreună înainte de izbucnirea războiului. Locuiesc la Fontenay-aux-Roses lângă Paris, însă artistul continuă să picteze în atelierul său din Montparnasse. Léger este un creator multilateral, ilustrează cărțile lui Blaise Cendras și André Malraux, lucrează la filmul lui Abel Gance La Roue, iar pentru Ralf de Maré și trupa sa "Ballets suédois" proiectează afișul, decorurile, costumele și cortina destinate baletului Skating Rink pe muzică de Darius Milhaud. Fascinat de lumea filmului, colaborează la realizarea scenografiei producției L'Inhumaine a lui Marcel L'Herbier și realizează prin mijloace proprii un scurt metraj intitulat "Baletul mecanic" (Ballet mécanique), cu fotografii de Dudley Murphy și Man Ray. Pentru evoluția sa sunt importante întâlnirile cu arhitectul Le Corbusier (1920) și cu pictorul olandez Theo van Doesburg, fondatorul revistei "De Stijl". Dornic să promoveze o artă nouă, fondează în anul 1924 Academia de pictură Modernă (Académie Moderne), unde depune o activitate pedagogică îndelungată. În anul 1925 realizează primele compoziții murale monumentale. Împreună cu Robert Delaunay proiectează lucrările de decorare a clădirii pavilionului francez la Expoziția Internațională de artă decorativă și industrială de la Paris. În cadrul aceleiași expoziții, în pavilionul "L'Esprit Nouveau", proiectat de Le Corbusier, Léger prezintă un panou cu o compoziție abstractă. 

### „Artă directă, înțeleasă de toți” (Léger)
Realizând primele picturi destinate decorațiilor murale, Fernand Léger descoperă posibilitățile pe care le ascunde arta decorativă, culorile și spațiul folosite în compoziții fiind îmbinate cu arhitectura. În septembrie 1931, Léger pleacă pentru prima dată în Statele Unite, unde va vizita orașele New York și Chicago. În timpul celei de-a doua călătorii în America, în octombrie 1935, descoperă "frumusețea serilor la New York generată de nenumăratele lumini și neobositul joc al reclamelor". Va mai petrece câteva luni în Statele Unite în anul 1938, când decorează casa "Nelson Rockefeller Jr." din New York, și mai apoi, începând din anul 1940, va sta acolo pe toată durata războiului. Aici ține cursuri la Yale University și la un colegiu din California. Întors în Franța (1944), participă la realizarea filmului lui Hans Richter, "Visuri pe care banii le pot cumpăra" (Dreams that money can buy, 1947). 
Șederea în America marchează o etapă importantă în creația lui Léger. Pe de o parte, se observă independența și mai pronunțată a formelor și culorilor, pe de altă parte, crearea de tablouri de format mare consacrate problemelor sociale și unora din temele sale preferate: viața de fiecare zi și lumea circului. În tabloul Les Loisirs ("Petrecere în timpul liber", 1948/49), unul din personaje ține în mână o foaie de hârtie cu inscripția "Hommage à Louis David", dedicație adăugată după expoziția consacrată lui Louis David la muzeul "Orangerie" din Paris. Cu foarte mult realism tratează personajele din altă operă la fel de monumentală, intitulată Les constructeurs ("Constructorii", 1950). Chipurile sunt individualizate și elaborate mult mai detailat, realismul fețelor este opus schematismului schelelor. Tabloul La Grande Parade ("Marea Paradă") fusese conceput inițial în 1953 ca proiect de mozaic pentru Opera din São Paulo, împreună cu arhitectul Oscar Niemeyer. În versiunea finală a acestei opere - realizată în 1954 - care se află în prezent la New York, ca și în tabloul Les trapèzistes ("Acrobați la trapez", 1954), artistul dorește să aducă un omagiu lumii magice a circului copilăriei sale.
La sfârșitul anului 1946, execută mozaicuri pentru fațada bisericii din Assy (Haute-Savoie), patru ani mai târziu lucrează la vitraliile noii biserici din Audincourt, construită - ca și cea din Assy - de arhitectul Maurice Novarina.
La aproape 70 de ani, artistul descoperă cea de-a treia dimensiune și își deschide un atelier de ceramică la Biot, o mică localitate situată pe Coasta de Azur. 
Pe 21 februarie 1952 se căsătorește cu Nadia Chodasiewicz, care îl asista deja de câțiva ani la realizarea unora din compoziții. După căsătorie se mută în localitatea Gif-sur-Yvette din imediata apropiere a Parisului. La 17 august 1955, Fernand Léger moare în urma unui infarct cardiac la vârsta de 74 de ani. Din inițiativa Nadiei, pe terenurile proprietății lor din Biot se construiește un muzeu de stat cu operele lui Fernand Léger, inaugurat la data de 13 mai 1960.
Aducând în imagine realități ale timpului în care a trăit, plin de achzițiile tehnologiei moderne, Léger a acordat un deosebit interes figurii umane într-o ambianță artificializată de prezența unor elemente mecanice. Motivele florale și zoomorfe vin, de asemenea, să restabilească intimitatea existenței umane într-o natură impregnată de artefacte. Coloritul viu, tranșant, ca reclamele luminoase, evocând atmosfera marilor orașe, atmosferă căreia îi refuză orice notă idilică, de paradis urban, ca și construcția clară a formelor, în care geometria severă întâlnește, uneori, prospețimea unui desen naiv, par să-l îndreptățească pe criticul de artă american Marvin Sweeney să vorbească despre Léger ca despre un "primitiv al epocii moderne".